# Лубош Кохоутек
Лубош Кохоутек е чешки астроном, откривател на няколко комети и много астероиди.

## Биография
Роден е на 29 януари 1935 година в Забржех, Чехословакия (днес Чехия). От малък се интересува от астрономия. Следва физика в Масариковия унивеситета в Бърно и във Физико-математическия факултет на Карловия университет в Прага. По-късно е аспирант към Института по астрономия на Чехословашката академия на науките. По това време публикува първия си значим научен труд – „Каталог на галактическите планетарни мъглявини“ (Catalogue of Galactic Planetary Nebulae, 1967). След съветската окупация на Чехословакия решава да остане в Хамбург, където е бил на дългосрочен стаж в местната обсерватория. Преподава в Хамбургския университет, работи последователно в Хамбургската обсерватория, както и в обсерватории в Испания и Чили.

## Открития
Най-известното откритие на Лубош Кохоутек е дългопериодичната комета Кохоутек, (1973). Други комети: късопериодичните 75D/Кохоутек (75D/Kohoutek) и 76P/ Уест-Кохоутек-Икемура (76P/West–Kohoutek–Ikemura).
Астероиди: Открива общо 75 астероида, спадащи към основния пояс и към групата Аполонови астероиди. Най-значими са 1865 Цербер и 1850 Кохоутек. Откритията са извършени основно в края на 60-те и през 70-години на ХХ век.

## Отличия
- Почетен член на Чешкото астрономическо дружество от 1995 г.
- Носител на наградата „Чешка глава“ (2004), което е най-високото отличие за наука.